# 吴青光
吴青光（1916年—1982年8月17日），原名吴宝忠，山东省莱阳县人。中华人民共和国政治人物。

## 生平
1932年考入莱阳县立中学，1933年在校期间由李仲林介绍，加入中国共产党。1934年转墨县信谊中学学习。1935年毕业后，在莱阳、招远、栖霞等地小学教书，做中共地下工作。七七事变后，回到家乡，开展抗日活动。历任中共莱阳县委书记，山东省委与北方局联络的交通员，太行区党委党校学员、组织干事、副科长，太行区党委对敌斗争研究室秘书。
1945年冬，任中共盖平县委代书记，1946年2月任营口市委副书记兼组织部部长。4月，任新组建的营口县委书记兼保安团政委。1946年11月下旬，地委决定营口、海城两县合并，吴青光任营海县委书记，随即入普兰店以南休整。1947年6月，返回营口县境内中长铁路沿线一带进行游击战争。1948年7月，任营口市委第二书记兼组织部部长。
1949年初，吴青光随军南下。历任汉口长江水利委员会处长、水利部司长。1958年8月后，任广西水电厅副厅长、教育厅副厅长兼教师进修学院院长。文化大革命中受到错误批判，下放劳动。1972年，任全州县革委会常委。1976年后，任桂林地区农办副主任，科委副主任，广西教育学院副院长。1982年8月17日，病逝于南宁。1984年1月，广西壮族自治区党委作出《关于吴青光同志的平反决定》。